# Biskupi wrocławscy i szczecińscy (prawosławni)
Biskupi wrocławscy i szczecińscy – zwierzchnicy prawosławnej diecezji wrocławsko-szczecińskiej:
- 1948–1951 – bp Michał (Kiedrow), początkowo wikariusz, od 7 września 1951 ordynariusz
- 1951–1953 – abp Makary (Oksijuk), zarządzający
- 1953–1961 – abp Stefan (Rudyk)
- 1961–1970 – abp Bazyli (Doroszkiewicz)
- 1970–1982 – abp Aleksy (Jaroszuk)
- 1982–1983 – abp Szymon (Romańczuk)
- 1983–2017 – abp Jeremiasz (Anchimiuk)[1]
- od 2017 – abp Jerzy (Pańkowski)[2]

Źródło
- K. Urban, Hierarchia, s. 90; Idem, Z dziejów, Białystok 1998, s. 13; R. Żerelik, Zarys, s. 32